# إلوي فيلاسكو
إلوي فيلاسكو (بالإسبانية: Eloy Velasco)‏ هو قاضي ومحامي إسباني، ولد في 2 يناير 1963 في بلباو في إسبانيا.